# Giuseppe Castiglione

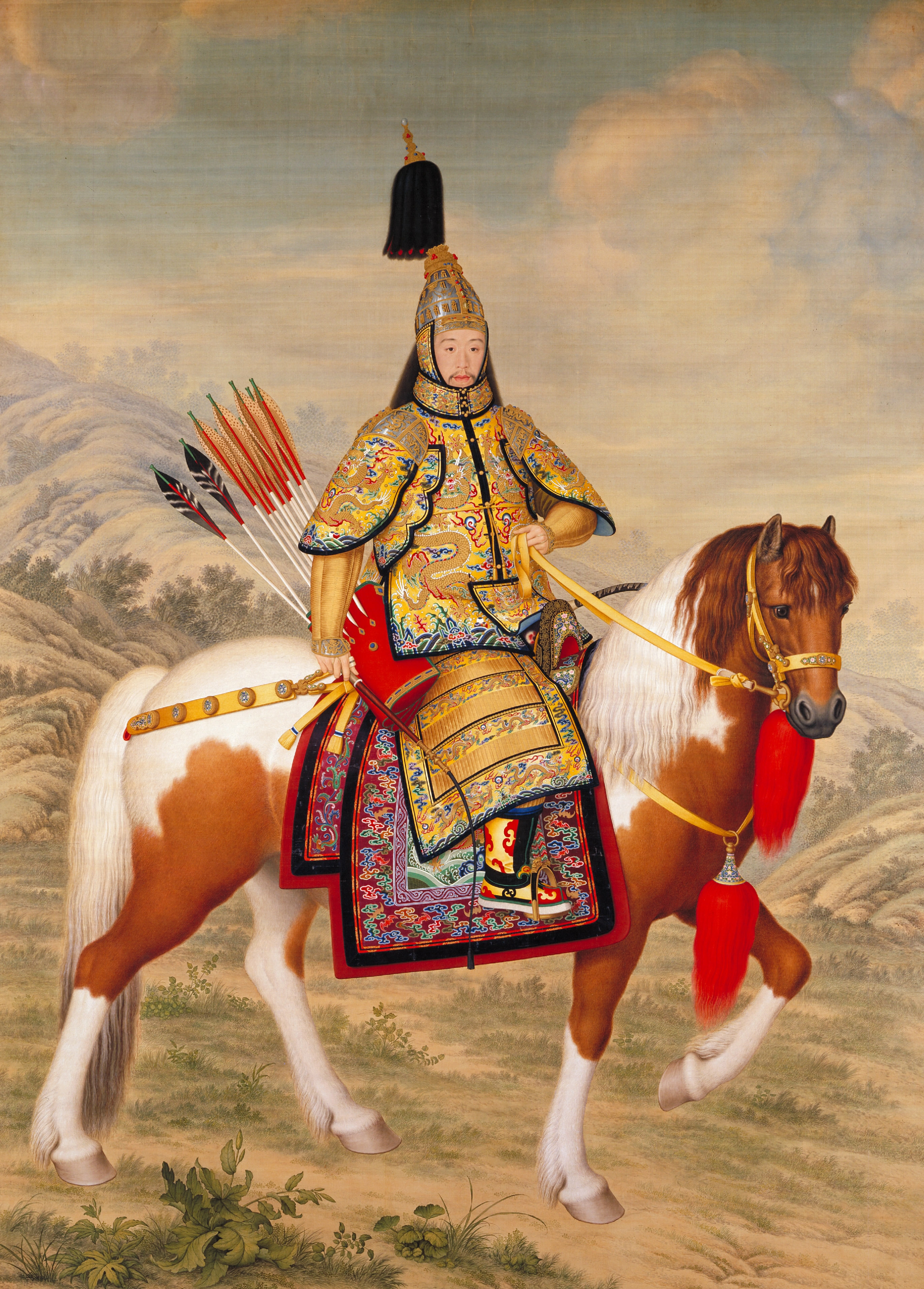
Chân dung vua Càn Long do Giuseppe Castiglione thể hiện

Giuseppe Castiglione (chữ Hán: 郎世寧, Hán Việt: Lang Thế Ninh; 1688 - 1766) là 1 tu sĩ Dòng Tên người vùng Milano, nước Ý đã theo phái bộ truyền giáo tới Trung Quốc năm Khang Hi thứ 54 (1715) và được giữ lại làm họa sĩ cung đình. Bản thân ông cũng đã dạy cho các họa sĩ Trung Hoa các kỹ thuật hội họa của Châu Âu.
Giuseppe Castiglione qua đời tại Bắc Kinh năm 1766, hưởng thọ 78 tuổi. Ông đã được vua nhà Thanh là Càn Long phong hàm Thị lang và được chôn cất trong nghĩa trang dành cho các giáo sĩ tại Bắc Kinh.